# Partula gibba
Partula gibba је пуж из реда Stylommatophora и фамилије Partulidae. 

## Угроженост
Ова врста је крајње угрожена и у великој опасности од изумирања.

## Распрострањење
Гвам и Маријанска острва су једина позната природна станишта врсте.

## Станиште
Врста Partula gibba има станиште на копну.